# Nicholas Bell
Nicholas Bell (Huddersfield, 17 augustus 1958) is een Engels acteur. Hij maakte zijn filmdebuut in 1990 in de dramafilm Father, en is bekend geworden om zijn rollen in populaire Australische televisieseries zoals Stingers, Satisfaction, en The Games. In 2000 speelde hij een kleine rol in de film Mission: Impossible II.

## Carrière
Bell heeft in zijn carrière meer dan 20 jaar in Australië gewerkt, en speelde in meerdere televisieseries, films, en theaterstukken.
Hij werkt naast televisiezender Australian Broadcasting Corporation ook regelmatig samen met het Melbourne Theatre Company. Naast zijn acteerwerk heeft hij ook diverse audioboeken ingesproken.

## Filmografie

### Films
| Jaar | Titel                    | Rol                  |
| ---- | ------------------------ | -------------------- |
| 1990 | Father                   | Paul Jamieson        |
| 1991 | Hunting                  | Piggott              |
| 1993 | Gross Misconduct         | Detective Matthews   |
| 1995 | Power Rangers: The Movie | Zordon               |
| 1996 | Shine                    | Ben Rosen            |
| 1998 | Dark City                | Mr. Rain             |
| 2000 | Mission: Impossible II   | accountant           |
| 2003 | Ned Kelly                | Richard Cook         |
| 2005 | Life                     | William Burton       |
| 2006 | Charlotte's Web          | minister             |
| 2009 | Prey                     | Bill                 |
| 2011 | Afterglow                | Johnathon Whitcomb   |
| 2012 | Kath & Kimderella        | priester             |
| 2012 | Crawlspace               | Caesar               |
| 2014 | I, Frankenstein          | Carl Avery           |
| 2014 | Parer's War              | Bob Hawes            |
| 2022 | Elvis                    | senator Jim Eastland |

### Televisieseries
| Jaar      | Titel                           | Rol                |
| --------- | ------------------------------- | ------------------ |
| 1962      | Dixon of Dock Green             | Billy              |
| 1987      | Inspector Morse                 | Doctor Swain       |
| 1989      | Mission: Impossible             | Braun              |
| 1991      | Neighbours                      | Martin Tyrell      |
| 1994-1997 | Ocean Girl                      | Doctor Hellegren   |
| 1998-2000 | Stingers                        | Bill Hollister     |
| 1998-2000 | The Games                       | Nicholas           |
| 1999-2002 | The Lost World                  | Edgar Gray         |
| 2005      | The Surgeon                     | Dr. Julian Sierson |
| 2007      | Satisfaction                    | Alexander          |
| 2007-2008 | All Saints                      | Oliver Maroney     |
| 2007-2008 | Newstopia                       | diverse personages |
| 2011      | Miss Fisher's Murder Mysteries  | Murdoch Foyle      |
| 2013      | Serangoon Road                  | Maxwell Black      |
| 2015      | The Ex-PM                       | Sonny              |
| 2016      | Wanted                          | Ray Stanton        |
| 2018      | Het Verbond voor Magische Zaken | Sean               |

## Theater
- Breezeblock Park (1983)
- Hamlet (1983)
- Richard III (1985)
- Henry V (1985)
- Red Noses (1985)
- Loves Labours Lost (1985)
- The Memory of Water (2004)
- The Dumb Show (2006)
- Festen (2006)
- Enlightenment (2007)

- The Winterling (2008)
- The Great (2008)
- The Hypocrite (2008)
- Madagascar (2010)
- Richard III (2010)
- War Horse (2013)
- The Speechmaker (2014)
- Wet House (2015)
- Dreamers (2015)
- North by Northwest (2015)

## Audioboeken
- Murder at the Nineteenth, J.M. Gregson (2001)
- In the Evil Day, Peter Temple (2008)
- Walking Ollie en Along Came Dylan,  Stephen Foster (2008)
- Jesus of Nazareth, Paus Benedictus XVI (2008)
- John, Niall Williams (2008)
- Hurry Up, Meditate, Buddhism for Busy People, David Michie (2008)
- The Lieutenant, Kate Grenville (2008)
- The leader's way, Dalai Lama en Laurens van den Muyzenberg (2009)

## Prijzen en nominaties
| Jaar | Prijs     | Categorie                          | Serie     | Resultaat   |
| ---- | --------- | ---------------------------------- | --------- | ----------- |
| 2001 | AFI Award | Beste acteur in een televisiedrama | The Games | Genomineerd |